# Compagnia austriaca delle Indie Orientali
La Compagnia austriaca delle Indie Orientali è un termine comune con cui solitamente ci si riferisce a delle compagnie commerciali austriache con sede ad Ostenda ed a Trieste, dove furono operative nel XVIII secolo. La Compagnia imperiale asiatica di Trieste e Anversa e la Compagnia asiatica di Trieste o Compagnia di Trieste vennero entrambe fondate da William Bolts nel 1775 e rimasero operative sino al 1785.

## La fondazione della compagnia
Nel 1775, William Bolts offrì i suoi servigi al governo imperiale, ponendosi il proposito personale di stabilire legami commerciali tra l'Austria e l'India sfruttando il porto adriatico di Trieste. Alla sua proposta l'imperatrice Maria Teresa d'Austria aderì immediatamente.

### Il viaggio dellaGiuseppe e Teresa,1776–81
Il 24 settembre 1776, Bolts salpò da Livorno (all'epoca dominio del granduca Leopoldo di Toscana, figlio minore dell'imperatrice), alla volta dell'India al comando di una nave imperiale, l'ex East Indiaman Earl of Lincoln, rinominato Giuseppe e Teresa con l'intento di portarsi dai porti dell'Adriatico in Persia, in India, in Cina e poi in Africa e dall'Africa nel Madagascar e poi in America. Quest'impresa richiedeva un capitale sostanzioso, che Bolts ricercò nei Paesi Bassi austriaci (attuale Belgio), in particolare presso il banchiere di Anversa, Charles Proli, ed i suoi soci, i banchieri I.C.I. Borrikens e D. Nagel.

### La colonizzazione della baia di Delagoa
Negli anni successivi, Bolts stabilì delle manifatture nella costa del Malabar, lungo la costa sudest dell'Africa, nella baia di Delagoa e sulle Isole Nicobare.
La sua idea di stabilire delle fabbriche nella baia di Delagoa era quella di utilizzarle come base commerciale tra l'Africa orientale ed i porti della costa occidentale dell'India. Si procurò tre navi per gestire questi traffici iniziali. Nel corso del suo viaggio riuscì a commerciare in Brasile a Rio de Janeiro delle cocciniglie del carminio ed a trasportarle nella baia di Delagoa con l'intento di introdurne l'allevamento per ricavarvi il carminio. La bandiera imperiale ad ogni modo non sventolò per lungo tempo sulla baia di Delagoa dal momento che le autorità portoghesi, allarmate dalla presenza straniera, pretesero come loro l'area e vi inviarono una fregata con 40 cannoni e 500 uomini da Goa per far sloggiare gli uomini di Bolts nell'aprile del 1781, e per trovare il presidio di Lourenço Marques (Maputo) che aveva stabilito una presenza permanente portoghese in loco.

### Attività in India, 1776–81
Quando seppero dell'avventura di Bolts, la Compagnia britannica delle Indie orientali diede istruzione ai propri ufficiali nel Bengala, a Madras ed a Bombay di “fare ogni sforzo per contrastarli e sconfiggerli”.
Nel 1774 la Compagnia britannica delle Indie orientali aveva ceduto Bankipore sul fiume Hooghli, a breve distanza da Calcutta, alla Compagnia di Ostenda. Questo luogo si trovava ancora in mano austriaca nel 1794, ma gli inglesi ne presero possesso poco dopo.
Bolts seppe cogliere il vantaggio della neutralità austriaca nella guerra tra Gran Bretagna e Francia, Spagna e Paesi Bassi (1778-1783) come parte della lotta per la guerra d'indipendenza americana. La compagnia inglese continuò a contrastare le azioni di Bolts in India, fatto che spinse l'ambasciatore austriaco a Londra a presentare le proprie rimostranze alla corte inglese, portando nel gennaio del 1782 all'invio di istruzioni in India agli ufficiali inglesi perché non dessero offesa "a nessun suddito di Sua Maestà Imperiale".
Quando ad ogni modo Bolts giunse in India per la prima volta, sbarcando a Surat, si trovò a confrontarsi ancora una volta con l'opposizione voltagli localmente dalla Compagnia britannica delle Indie orientali, scegliendo quindi di presentarsi a Hyder Ali, nawab di Mysore nonché uno dei più strenui oppositori degli inglesi in India. Egli si recò in visita al nawab nella sua capitale, Seringapatam, dove gli venne garantito il permesso di stabilire dei porti commerciali presso l'area costiera del nawab presso Mangalore, Karwar e Baliapatam.

### La colonizzazione delle Isole Nicobare
Mentre Bolts si trovava a Seringapatam, inviò la Giuseppe e Teresa verso le Isole Nicobare, dove la nave giunse nel giugno del 1778. Il capitano della nave, Bennet, prese possesso delle isole il 12 luglio per conto del governo imperiale di Vienna. Le isole erano del resto state il centro dello sforzo missionario cristiano dei moraviani, che di tanto in tanto si erano portati anche in visita alla base danese a Tranquebar. Come conseguenza dell'azione di Bolts, la compagnia imperiale iniziò a costruire degli insediamenti industriali sull'isola di Nancowey, gestiti da Gottfried Stahl e da altri cinque investitori europei. Le autorità danesi si erano opposte strenuamente all'azione di Bolts nel prendere possesso delle Nicobare e nel 1783 inviarono una nave da guerra per rimuovere gli austriaci.

### Disputa tra Bolts e Proli
Malgrado i molti successi raggiunti sino al 1776, l'impresa di Bolts aveva creato delle perdite di cui si erano risentiti i banchieri belgi che finanziavano l'opera, Charles Proli ed i suoi consociati. Proli inoltre si scontrò con Bolts sull'importanza del mercato cinese: Proli era intenzionato a concentrare le azioni della compagnia unicamente in quel mercato, mentre Bolts era più favorevole ad aprirsi al mercato indiano per commercializzare mercurio, piombo, rame, ferro, alluminio e vetriolo che qui si potevano commerciare, al contrario di quanto accadeva in Cina dove solo i dollari d'argento spagnoli venivano accettati in cambio di tè, porcellana e seta. Mentre Bolts si trovava ancora in India, il gruppo di Proli inviò due navi, la Ville de Vienne alle Mauritius e la Prinz Kaunitz in Cina, senza informarlo. Bolts, ignorando queste spedizioni, acquistò anch'egli una nave e a complicare le cose il caso volle che la chiamò anch'egli Prinz Kaunitz. Questo atto ad ogni modo risultava come una rottura nel contratto e i banchieri si rifiutarono di sostenere le spese della spedizione con le loro banche mentre Bolts si trovava in India. Essi chiesero al governo imperiale di trasferire la gestione delle spedizioni in esclusiva a loro, assicurandosi prima che il vascello Giuseppe e Teresa tornasse a Leghorn. In un'udienza con l'imperatore Giuseppe II a Bruxelles il 28 luglio 1781, Bolts e Proli si accordarono per la trasformazione della loro associazione in una società per azioni, ed in Agosto Bolts cedette i diritti acquisiti alla nuova Compagnia Imperiale di Trieste e Anversa per il Commercio in Asia. La compagnia invò sei navi in Cina ed in India, due in Africa orientale e Mauritius e tre ancora più a sud per pescare balene.

## Compagnia imperiale di Trieste e Anversa
La Compagnia imperiale di Trieste e Anversa venne aperta con una sottoscrizione pubblica nell'agosto del 1781 per raccogliere, nominalmente, almeno la metà del capitale necessario. La società, dalla sua apertura, si trovava infatti fortemente sottocapitalizzata perché de facto la nuova compagnia ereditò i privilegi ed i debiti della vecchia. Ogni spedizione forniva alla parte di privati che vi partecipavano un complessivo 30-35% e dunque era necessario che ogni spedizione della compagnia risultasse un successo per non avere ulteriori debiti a carico. Bolts inoltre aveva ceduto i suoi diritti ai suoi soci belgi in cambio di un prestito di 200.000 fiorini ed il diritto di inviare due navi delle proprie in Cina.
La Compagnia imperiale asiatica sotto la direzione del gruppo di Proli di concentrò sul commercio del tè in Cina. Nel 1781 e nel 1783 il prezzo del tè in Europa, in particolare in Inghilterra, era salito vertiginosamente. Nel 1781 e nel 1782 nessuna nave olandese o francese aveva visitato il porto di Canton a causa della guerra in America e nel 1782 solo undici navi inglesi, tre danesi e due svedesi avevano fatto tappa in loco. Solo quattro delle tredici navi inglesi riuscirono a tornare nel 1783 per l'attività navale francese. Tentando quindi di farsi spazio in questo mercato, il gruppo di Proli inviò cinque navi a Cantoni: la Croate, la Kollowrath, la Zinzendorff, la Archiduc Maximilien e la Autrichien. Con la firma dell'armistizio nel gennaio del 1783, ad ogni modo, l'Austria perse ogni possibilità di sostituirsi in questo commercio ad una delle potenze straniere in quanto queste erano tornate in pace e quindi poterono inviare nuovamente le loro navi a Canton dove, nell'estate del 1783, vi erano un totale di 38 navi, tra cui cinque vascelli imperiali. Queste navi comprarono tè ad alto prezzo pensando che in Europa si potesse venderlo a prezzi ancora più alti, ma quando tornarono ad Ostenda nel luglio del 1784 si accorsero di doverlo vendere a prezzi bassi o al mercato nero, oltre a dover pagare ora dei permessi per fare ritorno al porto cinese. Il prezzo del tè ad Ostenda collassò quando il governo inglese introdusse il Commutation Act nel 1784, che ridusse le tasse sul te del 50%. Il prezzo del te in tutta Europa decadde del 30-35%. Inoltre, una sesta nave imperiale, la Belgioioso, che trasportava un grande carico d'argento per il commercio con la Cina, affondò nel Mare Irlandese poco dopo essere partita da Liverpool dove si era rifornita per il viaggio verso Canton. Senza riguardi per le perdite subite, i debiti e i dividenti, la compagnia investì in un'altra nave, la Kaiserliche Adler o Aigle Impériale [Aquila Imperiale], un gigante di 1100 tonnellate di stiva, costruita specificatamente dalla sede di Fiume e varata nel marzo del 1784, portando così il totale delle navi della compagnia a nove vascelli. Nel gennaio del 1785 ad ogni modo la compagnia venne costretta a sospendere tutti i pagamenti e poco dopo dichiarò la sua bancarotta, portandosi con sé anche la banca di Proli, il quale si suicidò poco dopo.

## La Compagnia di Ostenda
La Compagnia imperiale di Trieste e Anversa fu in grado di fiorire malgrado l'opposizione delle compagnie rivali, quella inglese e quella olandese, nel periodo in cui la Gran Bretagna si trovava in guerra contro Olanda e Francia nel corso della Guerra d'indipendenza americana. La Compagnia imperiale poté beneficiare della neutralità dell'Austria nel corso di questo conflitto inviando le sue navi a Canton mentre le sue rivali erano impegnate altrove, ma quando finì la guerra dopo breve la situazione tornò come in precedenza e l'Austria venne tagliata fuori da questi commerci. Il commercio tra i Paesi Bassi austriaci e l'India era stato ripreso da Bolts e la Compagnia austriaca delle Indie Orientali aveva continuato ad investirvi sino al collasso della compagnia nel febbraio del 1785. La società inglese Charles Herries & Co. appariva molto più affermata di quella austriaca in Cina e pertanto gli austriaci si affidarono ad essa per poter sperare di continuare a commerciare con l'Oriente. Dal 1787, questa società inviò diverse navi in India da Ostenda, ma esclusivamente verso questa meta dal momento che i cinesi avevano deciso di chiudere il loro commercio alle navi battenti bandiera imperiale a causa degli eccessivi debiti lasciati dalla precedente compagnia a Canton. Walckiers ed i suoi associati a questo punto si concentrarono esclusivamente in India e nelle Mauritius con una dozzina di navi sino a quando le guerre rivoluzionarie francesi non posero fine a quest'impresa a metà degli anni '90 del Settecento.